# Bán đảo Mã Lai
Bán đảo Mã Lai (tiếng Mã Lai: Semenanjung Tanah Melayu) là một bán đảo lớn thuộc khu vực Đông Nam Á. Với trục chính gần như là theo hướng bắc-nam, bán đảo này cũng là điểm cực nam của châu Á đại lục. Khúc hẹp nhất của bán đảo là eo đất Kra. Dãy Titiwangsa tạo thành xương sống của bán đảo Mã Lai.
Các vùng nước ven biển (tính theo chiều kim đồng hồ từ phía đông bắc) là Vịnh Thái Lan, biển Đông (đối diện với Borneo), eo biển Johor (đối diện với Singapore), eo biển Malacca (đối diện với Sumatra) và biển Andaman.
Về mặt chính trị, bán đảo Mã Lai được chia cho ba quốc gia:
- phần tây bắc bán đảo là lãnh thổ cực nam của Myanma
- phần trung tâm và đông bắc thuộc miền nam Thái Lan
- phần phía nam thuộc Malaysia được gọi là Malaysia bán đảo (không nên nhầm lẫn với bán đảo Mã Lai rộng hơn) hoặc Tây Malaysia.

Một thuật ngữ trong tiếng Mã Lai là Tanah Melayu được sử dụng trong một số văn bản nêu lên ước vọng hiệp nhất của tất cả các nhóm người Mã Lai trên bán đảo trong một quốc gia Mã Lai thống nhất. Giấc mộng này đã được thực hiện gần như trọn vẹn khi nước Malaysia thành lập. Tuy nhiên tại miền nam Thái Lan cư dân Mã Lai là một thiểu số đáng kể. Vùng này trước kia là Vương quốc Pattani, một vương quốc Mã Lai nhưng sau bị sáp nhập vào Thái Lan. Ngoài ra, cũng có nhiều người Mã Lai ở Singapore, một đảo quốc nay với đa số người Hoa mà Anh đã thuê lại của Vương quốc Hồi giáo Johor năm 1819 rồi sau độc lập.
Bờ biển phía tây của bán đảo đối diện với đảo Sumatra là khu vực tiếp nhận nhiều nhóm di dân như người Bugis, người Hán và người Ấn vì đây là điểm dừng chân trên chặng hải hành giữa Ấn Độ Dương và Thái Bình Dương. Hiện tượng này đã tạo nét văn hóa duyên hải pha trộn đặc biệt từ thế kỷ 19.
Người châu Âu thời cổ gọi bán đảo Mã Lai là Chersonesus Aurea.